# Озирма
Озирма́ (чув. Уçырма) — река в России, протекает в Канашском районе Чувашской Республики. Левый приток реки Уты.

## География
Река Озирма берёт начало у посёлка Шихранское Лесничество. Течёт на восток по окраине города Канаш, затем поворачивает на юго-восток. Течёт мимо населённых пунктов Малые Бикшихи, Новый и Аксарино. Устье реки находится в 29 км по левому берегу реки Уты. Длина реки составляет 11 км, площадь водосборного бассейна — 34,1 км².

## Данные водного реестра
По данным государственного водного реестра России относится к Верхневолжскому бассейновому округу, водохозяйственный участок реки — Свияга от села Альшеево и до устья, речной подбассейн реки — Волга от впадения Оки до Куйбышевского водохранилища (без бассейна Суры). Речной бассейн реки — (Верхняя) Волга до Куйбышевского водохранилища (без бассейна Оки).
Код объекта в государственном водном реестре — 08010400612112100003000.